# Regoza
Regoza is een geslacht van rechtvleugeligen uit de familie krekels (Gryllidae). De wetenschappelijke naam van dit geslacht is voor het eerst geldig gepubliceerd in 1999 door Gorochov & Kostia.

## Soorten
Het geslacht Regoza  is monotypisch en omvat slechts de volgende soort:
- Regoza brevipennis (Gorochov & Kostia, 1999)